# غافي (لاعب كرة قدم)
بابلو مارتن بايز غافيرا ( بالإسبانية: Pablo Martín Páez Gavira) (مواليد 5 أغسطس 2004) المعروف باسم غافي، هو لاعب كرة قدم إسباني يلعب في مركز خط وسط مع نادي برشلونة والمنتخب الإسباني.

## مسيرته الكروية

### بدايته المبكرة
ولد في لوس بالاسيوس وفيلافرانكا، إسبانيا، وكان جافي في صفوف الشباب في ريال بيتيس.

### برشلونة

#### مسيرته في الفئات السنية
بعد أن سجل 96 هدفًا لفريق شباب ريال بيتيس، تم اكتشاف جافي من قبل الأندية الإسبانية الكبرى، بما في ذلك فياريال وريال مدريد وأتلتيكو مدريد. في عام 2015، في سن الحادية عشرة، وقع لنادي برشلونة.
في سبتمبر 2020، وقع أول عقد احترافي له مع النادي الكتالوني، وتم ترقيته مباشرةً من الفريق تحت 16 سنة إلى ال فريق تحت 19 سنة.
بعد الأداء الجيد مع فريق برشلونة للشباب، تم ضم جافي في تشكيلة الفريق الأول قبل الموسم من قبل المدرب رونالد كومان قبل بداية موسم 2021–22.

#### موسم 2021–22
بعد أن شارك مرتين مع فريق برشلونة ب في موسم 2020–21، تمت ترقية جافي إلى الفريق الأول للمباريات الودية مع الفريق الأول قبل الموسم. بعد الأداء الجيد في الانتصارات ضد خيمناستيك طركونة وجيرونا، وورد أن جافي قد تفوق على زميله الإسباني ريكي بويج في اختيار رونالد كومان مدرب برشلونة.
واصل هذا المسار الجيد في الفوز 3–0 على خصمه الألماني شتوتغارت، وتمت مقارنته مع أسطورة برشلونة تشافي.

## مسيرته الدولية
مثّل جافي إسبانيا في الفئات السنية تحت 15 سنة وتحت 16 سنة.

## الإنجازات
برشلونة
- الدوري الإسباني: 2022–23، 2024–25
- كأس ملك إسبانيا: 2024–25
- كأس السوبر الإسباني: 2023، 2025

إسبانيا
- دوري الأمم الأوروبية: 2022–23

الفردية
- جائزة الفتى الذهبي: 2022
- جائزة كوبا: 2022

## الإحصائيات

### النادي
آخر تحديث 2 أكتوبر 2021.
| النادي    | الموسم               | الدوري              | الدوري | الدوري  | الكأس  | الكأس   | قاري   | قاري    | أخرى   | أخرى    | المجموع | المجموع |
| النادي    | الموسم               | الدرجة              | الظهور | الأهداف | الظهور | الأهداف | الظهور | الأهداف | الظهور | الأهداف | الظهور  | الأهداف |
| --------- | -------------------- | ------------------- | ------ | ------- | ------ | ------- | ------ | ------- | ------ | ------- | ------- | ------- |
| برشلونة ب | 2020–21              | دوري الدرجة الثانية | 2      | 0       | –      | –       | –      | –       | 0      | 0       | 2       | 0       |
| برشلونة ب | 2021–22              | دوري الدرجة الأولى  | 1      | 0       | –      | –       | –      | –       | 0      | 0       | 1       | 0       |
| برشلونة ب | المجموع              | المجموع             | 3      | 0       | 0      | 0       | 0      | 0       | 0      | 0       | 3       | 0       |
| برشلونة   | برشلونة موسم 2021–22 | الدوري الإسباني     | 5      | 0       | 0      | 0       | 2      | 0       | 0      | 0       | 7       | 0       |
| الإجمالي  | الإجمالي             | الإجمالي            | 8      | 0       | 0      | 0       | 2      | 0       | 0      | 0       | 10      | 0       |

الملاحظات
1. ↑  المباريات في دوري أبطال أوروبا

## وصلات خارجية
- غافي على موقع الاتحاد الأوربي (الإنجليزية)
- غافي على موقع إي إس بي إن إف سي (الإنجليزية)
- غافي على موقع قاعدة بيانات كرة القدم.إي يو (الإنجليزية)
- غافي على موقع بيانات كرة القدم. دي إي (الألمانية)
- غافي على موقع ليكيب (الفرنسية)
- غافي على موقع ناشيونال فوتبول تيمز (الإنجليزية)
- غافي على موقع Soccerbase.com (لاعب) (الإنجليزية)
- غافي على موقع Soccerway.com (الإنجليزية)
- غافي على موقع عالم كرة القدم.نت (الإنجليزية)
- غافي على موقع AS.com (الإسبانية)